# Sternocera ruficornis
Sternocera ruficornis es una especie de escarabajo del género Sternocera, familia Buprestidae. Fue descrita científicamente por Saunders en 1866.

## Descripción
Puede alcanzar una longitud de aproximadamente 30 a 50 milímetros (1,2 a 2,0 pulgadas). Los élitros y el pronoto tienen una iridiscencia verde brillante y el pronoto está densamente perforado. Es visualmente muy similar a S. aequisignata; la principal diferencia morfológica es que las patas de S. ruficornis son rojas y las de S. aequisignata son verdes.

## Distribución y hábitat
Esta especie se encuentra en el sur de Asia. En Tailandia, prevalece en el noreste del país, donde se encuentra el bambú del género Arundinaria.

## Ciclo de vida
La hembra pone huevos individualmente en el suelo en la base de las plantas hospedantes. Cada hembra es capaz de poner de 5 a 12 huevos, que tardan 2 meses en eclosionar. La larva eclosionada tiene cinco estadios. Las etapas 1 a 4 permanecen en el suelo durante 3 a 4 meses, donde se alimentan de las raíces de las plantas hospedantes adultas. El quinto estadio se puede encontrar sobre el suelo, hasta que regresa bajo tierra nuevamente para convertirse en pupa. Los escarabajos adultos tienen una vida corta de 1 a 3 semanas, aunque el ciclo de vida completo toma hasta dos años.